# Hemiops
Hemiops là một chi bọ cánh cứng trong họ 
Elateridae.
Chi này được miêu tả khoa học năm 1838 bởi Laporte.

## Các loài
Các loài trong chi này gồm:
- Hemiops acutangulata Candèze, 1882
- Hemiops alternata Fairmaire, 1878
- Hemiops chinensis Germar, 1843
- Hemiops crassa (Gyllenhal, 1817)
- Hemiops flava Laporte, 1836
- Hemiops germari Cate, 2007
- Hemiops ireii Ôhira & Makihara, 2007
- Hemiops longa Candèze, 1882
- Hemiops luridus Vats & Kashyap, 1992
- Hemiops nigripennis Candèze, 1893
- Hemiops nigripes Laporte, 1836
- Hemiops semperi Candèze, 1878
- Hemiops sinensis Candèze, 1882
- Hemiops substriata Fleutiaux, 1902
- Hemiops tenuistriata Fleutiaux, 1918